# Bazooka
Pour les articles homonymes, voir Bazooka (homonymie).

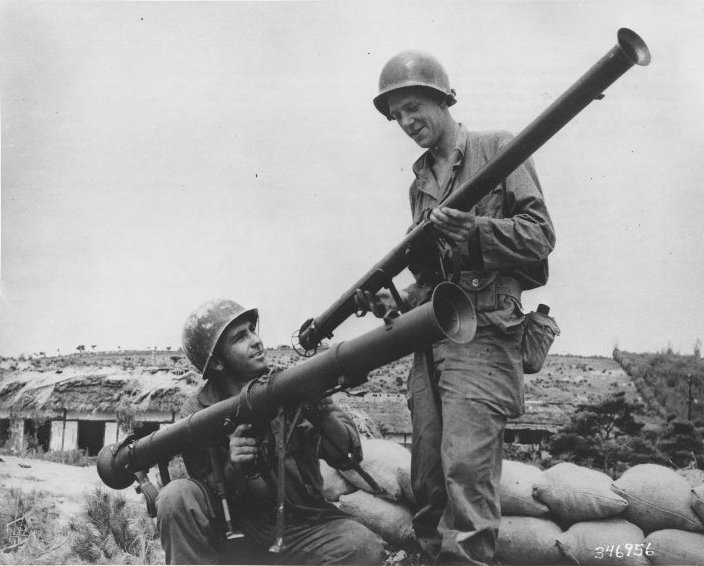
Soldats américains pendant la guerre de Corée tenant des bazooka (en haut, la version 60 mm et en bas, la nouvelle version 89 mm).

Le terme bazooka  (anglicisme) est un surnom qui désigne un lance-roquettes (rocket-propelled-grenade en anglais ou RPG) utilisé durant la Seconde Guerre mondiale.
C'est une des premières armes antichar destinées à être utilisées par un fantassin, avec les fusils antichar (mais dont l'efficacité était très réduite). Les canons antichar de l'époque nécessitaient des servants et un moyen de tractage.
Construit par l'armée américaine, il fut rapidement copié par l'armée allemande qui — bien que possédant le Panzerfaust — produisit le Panzerschreck, une arme de plus gros calibre d'une portée et d'une puissance supérieures à celles du bazooka. Le poids réduit et le faible coût de production du bazooka permirent toutefois d'en équiper massivement les troupes alliées.
Son influence sur le champ de bataille fut telle que le général Dwight D. Eisenhower le compta parmi les armes qui permirent de remporter la victoire aux côtés de la bombe atomique, la Jeep et l'avion de transport Douglas C-47 Skytrain.
Au début de la guerre de Corée, une version plus puissante d'un calibre de 89 mm fit son apparition, le Bazooka M20  Super Bazooka, susceptible de percer 280 mm de blindage incliné à 90°.

## Étymologie
La dénomination « bazooka » provient d'un instrument de jazz du même nom inventé en 1920 par le comédien Bob Burns, avec lequel l’arme partage une certaine ressemblance, remarquée en mai 1942 par le brigadier général Gladeon M. Barnes. L’origine du nom de l’instrument n’est en revanche pas connue avec certitude, il pourrait provenir de bazoo, un mot d’argot américain désignant la bouche, et par extension une personne vantarde, et de kazoo, un instrument de musique.
Les soldats l’appelèrent d’abord shoulder 75, avant d’utiliser le terme bazooka, souvent raccourci en zooka. Il était par ailleurs également appelé stovepipe, ou « tuyau de poêle » en raison de sa forme. Du fait du succès de l’arme, son nom est entré dans le vocabulaire courant pour désigner tout lance-roquettes ou canon sans recul portable.

## Histoire
Au début de la Seconde Guerre mondiale, l’infanterie disposait de peu de moyens pour combattre les chars : les fusils antichars étaient lourds et efficaces seulement contre des cibles très peu blindées, les grenades antichars et armes similaires nécessitaient de s’approcher dangereusement près du char ennemi, les mines antichars étaient quant à elle purement statiques. La seule arme ayant un minimum d’efficacité était le canon antichar, mais les modèles en dotation dans l’infanterie étaient d’un calibre assez faible, environ 40 mm, et avaient de plus en plus de difficultés à percer le blindage des nouveaux chars. Par ailleurs, il s’agissait d’armes encombrantes, peu mobiles et disponibles en quantité limitée.
Si l'armée américaine dispose, après la Première Guerre mondiale, de très nombreux canons antichars performants, elle n'est pas encore dotée d'une arme anti-char portable par un seul homme. À la fin des années 1930, le chimiste suisse Henry Mohaupt travaille à des applications militaires de l'effet Munroe, dont les résultats sont transmis aux franco-britanniques lorsque éclate la Seconde Guerre mondiale. Il s'expatrie aux États-Unis en octobre 1940 et y poursuit ses recherches qui débouchent sur la grenade M10 à charge creuse.
Des travaux visant à propulser la munition à partir d'un tube de mortier de 60 millimètres sont effectués sous les ordres du colonel Leslie Skinner. Avec le chercheur Clarence Hickman, ils étudient les travaux de Robert Goddard, concepteur de fusées.
Début 1942, les études sont poursuivies par le lieutenant Edward Uhl qui monte une M10 sur une fusée. Cette charge propulsive est mise à feu électriquement. Le choix d'une propulsion du projectile par réaction permet d'éliminer le problème du recul qui rend très difficile l'emploi des grenades à fusil antichar. Mais la flamme arrière au départ du coup nécessite un espace vide assez important derrière le tireur et rend celui-ci facilement repérable.
Le lance-roquettes M1 est au point le 24 juin 1942 et, en été de la même année, 5 000 exemplaires et 25 000 roquettes M6 sont fabriqués.
L'arme débarque en Afrique du Nord en novembre avec les troupes américaines et est utilisée en Tunisie début 1943, avec des résultats peu encourageants, à tel point que le M1 n'est plus distribué dès mai 1943. L'efficacité du bazooka était limitée, sa précision n'était pas excellente et sa puissance ne permettait que très difficilement la destruction des chars allemands les plus puissants comme le Panther ou le Tigre. Pour ce faire, il fallait parvenir à toucher un point faible comme les chenilles ou l'arrière du tank. Il était en revanche adapté contre les blindés plus légers beaucoup plus fréquents que les redoutables mais plus rares blindés lourds. Son coût et son encombrement limités permirent de compenser la médiocrité de ses performances par une très grande disponibilité.
Le M1A1 apparaît plus fiable, mais le succès viendra avec le M9 de 1944 : 477 000 exemplaires en seront produits.
En 1975, avec l'introduction du missile guidé antichar M47 Dragon, le bazooka a disparu du service actif dans l'US Army, mais était toujours gardé en réserve comme arme d'attaque de bunker et arme antichar de remplacement. Le retrait définitif du Corps des Marines a eu lieu qu'en 1983 avec l'introduction du Mk 153 Shoulder-Launched Multipurpose Assault Weapon (en) (SMAW), conçu de manière similaire au bazooka.

## Variantes
- M1 et M1A1
- M9 « Bazooka »
- M9A1 « Bazooka »
- M20 « Super Bazooka »
- M20B1 « Super Bazooka »
- M20A1/A1B1 « Super Bazooka »

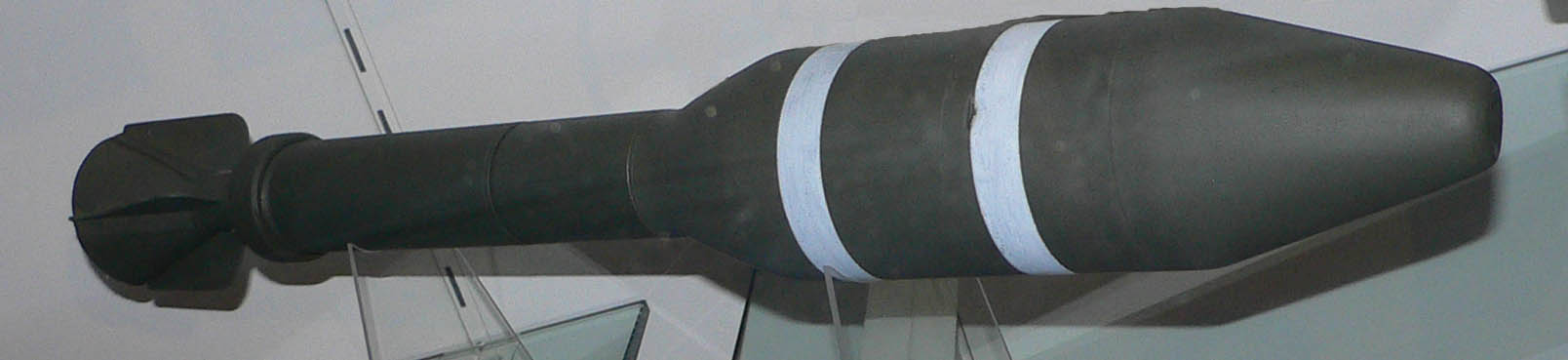
Roquette de 89 mm pour bazooka M20A1/A1B1.

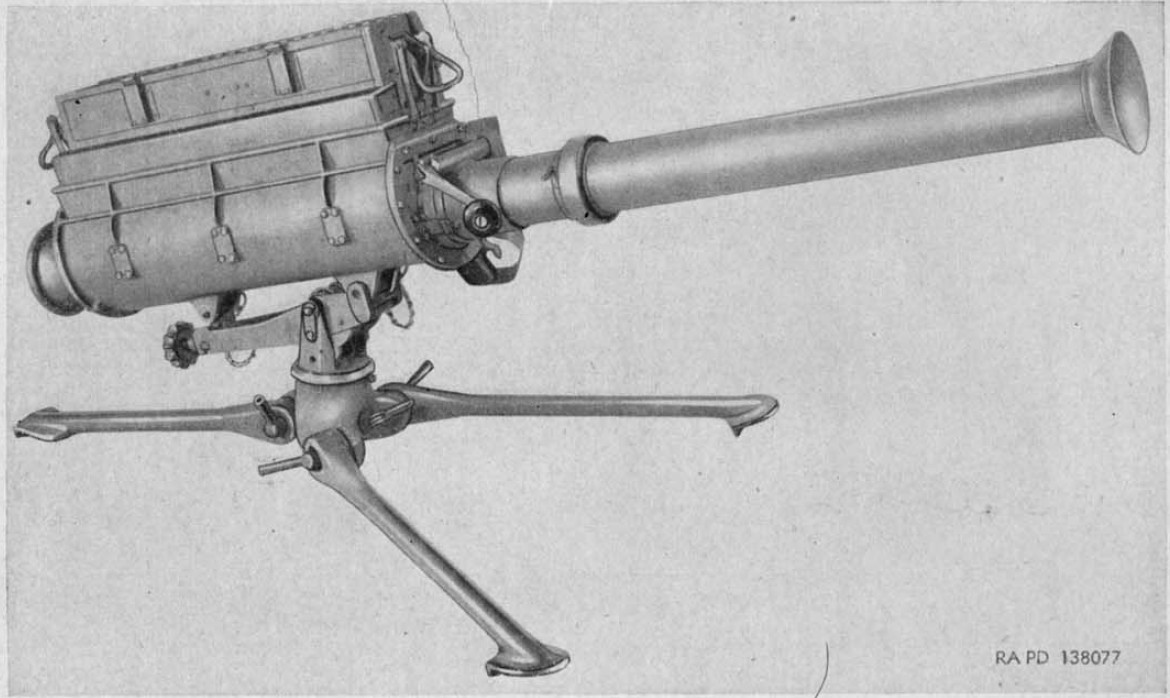
Un M25 « repeating rocket launcher ».

- M25 « repeating rocket launcher » : Lance-roquettes sur trépied avec un chargeur de 3 roquettes pouvant permettre un tir à répétition, construit à 1 500 exemplaires en 1951, n'a pas jamais servi d'armement standard en unité[5].

## Fiche technique
- Nationalité : États-Unis

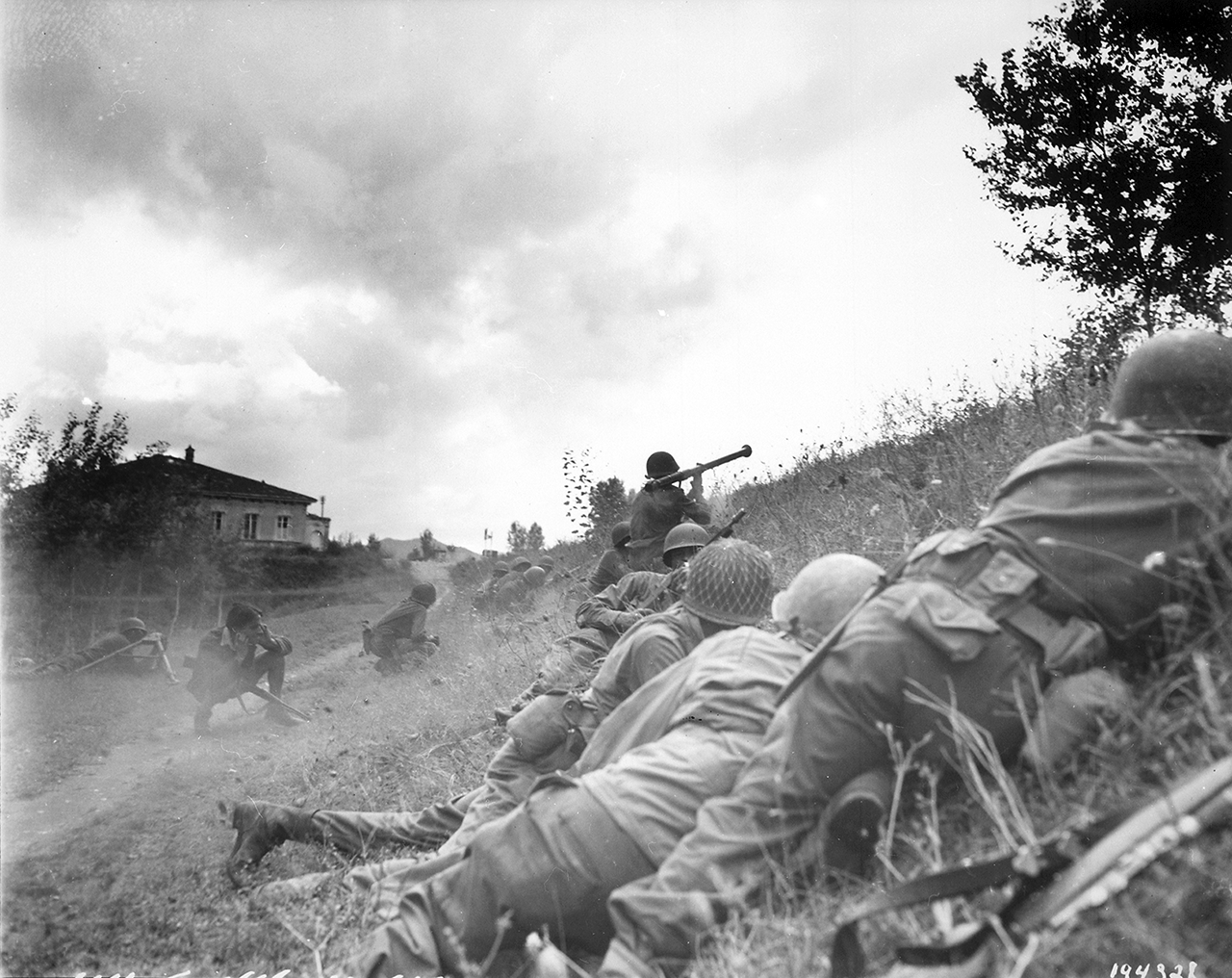
Soldats américains tirant sur un poste de mitrailleuse à Lucques en 1944.

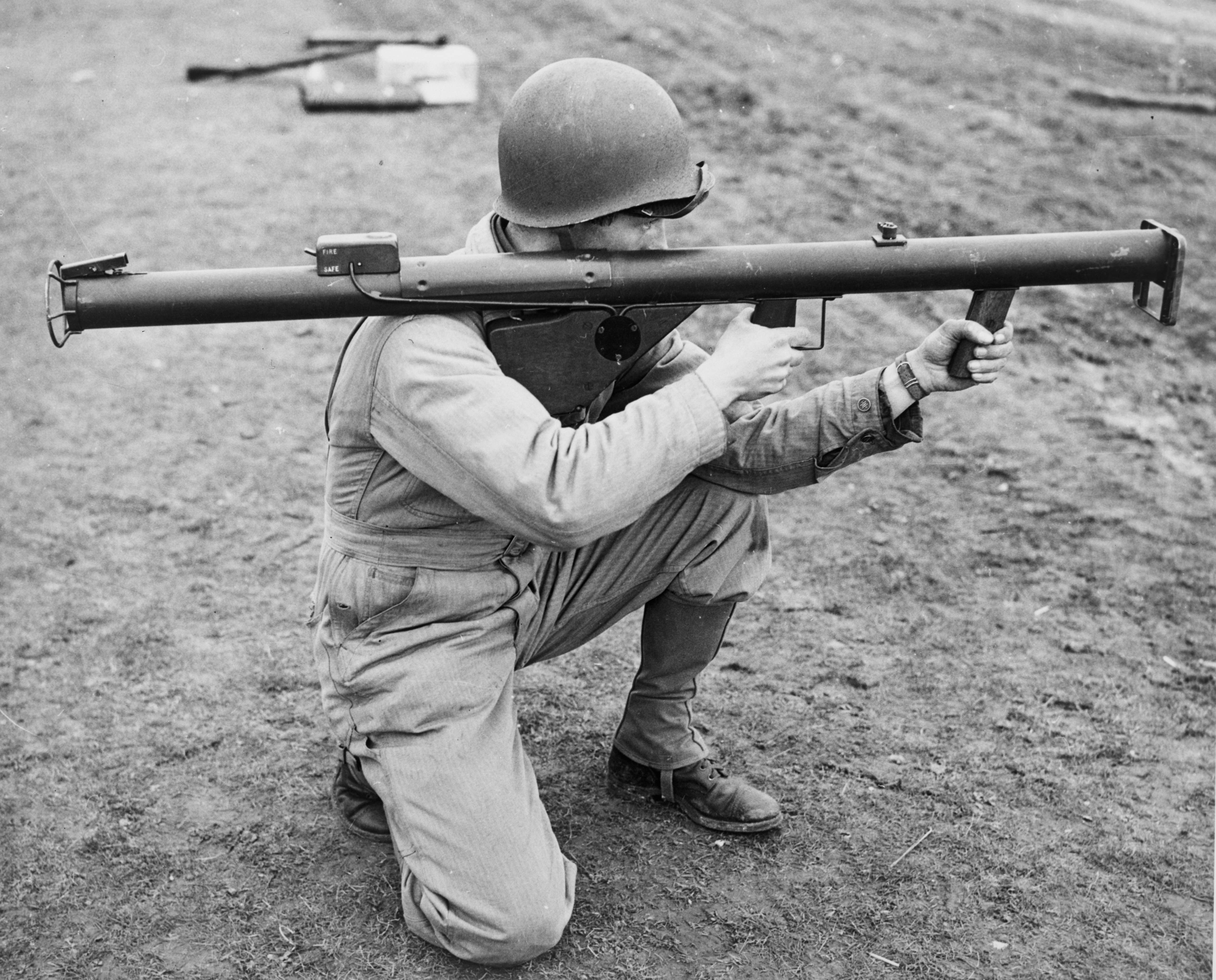
Soldat américain en position de tir à genou.

- Dénomination officielle : Rocket Launcher (lance-roquettes)
- Mode de tir : coup par coup
- Cadence de tir : 2 coups/min

### M1
- Longueur : 1 370 mm (54 in)
- Calibre : 60 mm (2,36 in)
- Masse : 5,9 kg (13 lb)
- Projectile : M6 à charge creuse (1,59 kg - 3.5 lb)
- Portée :
  - Maximum : 370 m (400 yards)
  - Portée utile : 140 m (150 yards)
- Servant : 2, opérateur et chargeur

### M1A1
- Longueur : 1 370 mm (54 in)
- Calibre : 60 mm (2,36 in)
- Masse : 5,8 kg (12.75 lb)
- Projectile : M6A1 à charge creuse (1,59 kg - 3.5 lb)
- Pénétration dans l'acier de blindage : env. 100 mm avec un angle d’incidence de 90°
- Portée :
  - Maximum : 370 m (400 yards)
  - Portée utile : 140 m (150 yards)
- Servant : 2, opérateur et chargeur

### M9/M9A1
- Longueur : 1 550 mm (61 in)
- Calibre : 60 mm (2,36 in)
- Masse : 6,5 kg (14.3 lb)
- Projectile : M6A3/C à charge creuse (1,59 kg - 3.5 lb)
- Portée :
  - Maximum : 370–460 m (400–500 yards)
  - Portée utile : 110 m (120 yards)
- Servant : 2, opérateur et chargeur (M9) ou 1, opérateur-chargeur (M9A1)

### M20A1/A1B1
- Longueur (assemblé en état de tir) : 1 524 mm (60 in)
- Calibre : 90 mm (3,5 in)
- Masse : (à vide): M20A1: 6,5 kg (14.3 lb); M20A1B1: 5,9 kg (13 lb)
- Projectile : M28A2 HEAT 4,08 kg (9 lb) ou T127E3/M30 WP 4,06 kg (8.96 lb)
- Portée :
  - Maximum : 913 m (1000 yd)
  - Portée utile (cible fixe/cible mobile) : 270 m (300 yd) / 180 m (200 yd)
- Servant : 2, opérateur et chargeur

### Bazooka nucléaire
- Le M-28 ou M-29 Davy Crockett Weapon System, surnommé ainsi en hommage à Davy Crockett.

## Utilisateurs
De nombreux pays en ont reçu, pendant et après la Seconde Guerre mondiale, et les ont ensuite revendus à des pays tiers avec l’arrivée de matériels plus modernes.
- Afrique du Sud
- Argentine : Super Bazooka, remplacé par l'AT4
- Autriche : remplacé par le Carl Gustav M2
- Belgique[6] : remplacé par le RL-83 Blindicide (en), version améliorée belge du M20A1, puis par le RL-100.
- Brésil[7]
- Canada
- Corée du Sud : 150 bazookas avant le déclenchement de la guerre de Corée[8]
- Birmanie
- République de Chine
- Chine : Un grand nombre de bazookas de calibre 2.36-inch ont été capturés par les communistes chinois pendant la Guerre civile chinoise, et la Chine a aussi copié le modèle 3.5-inch sous le nom de Type 51[9]
- Cuba : 28 M20 Super Bazooka reçus des États-Unis entre 1957 et 1958 et 68 autres M20 obtenus en Italie durant la révolution cubaine[10]
- Espagne
- États-Unis
- France
- Inde
- Italie
- Japon
- Luxembourg
- Malaisie
- Mexique
- Pakistan
- Paraguay
- Philippines
- Portugal
- Rhodésie
- Royaume-Uni
- Suède : renommé Raketgevär 46, et remplacé par le Carl Gustav M2
- Thaïlande : comme คจตถ. 3.5 นิ้ว
- Tunisie
- Turquie
- Union soviétique